# Hooglied
Het Hooglied is een boek in de Hebreeuwse Bijbel. In de Tenach maakt het Hooglied deel uit van de Geschriften en daarbinnen is het een van de vijf rollen (Megillot).

## Naam
De Hebreeuwse naam שִׁיר הַשִּׁירִים, Sjir ha-Sjirim betekent letterlijk "lied der liederen". De uitdrukking is een voorbeeld van een Hebreeuwse genitief, waarmee een overtreffende trap aangeduid wordt: 'het mooiste van alle liederen'. Deze betekenis zette zich voort in de Griekse Septuaginta Ἄσμα Ἀσμάτων, ásma asmátōn en in de Latijnse Vulgaat Canticum canticorum, wat beide ook "lied der liederen" betekent.
Maarten Luther vertaalde de titel als Hohes Lied en daaruit ontstond de gebruikelijke Nederlandse naam "Hooglied".

## Auteurschap en datering
De tekst zelf geeft geen enkele aanwijzing wie de auteur was of waar en wanneer deze is ontstaan. Het Hooglied is volgens de ondertitel in 1:1 "van Salomo". Hoewel dit niet kan worden gelezen als een aanduiding voor auteurschap, werd door dit onderschrift traditioneel Salomo al vroeg als auteur beschouwd. Orthodoxe theologen dateren Hooglied daarom meestal op de periode waarin Salomo volgens de Bijbelse chronologie zou hebben geleefd (10e eeuw v.Chr.) of vlak daarna.
Taalkundige eigenschappen van de tekst wijzen op een veel latere datering. Zo bevat de tekst Aramese uitdrukkingen, de taal die het Hebreeuws geleidelijk verdrong in de periode tegen het einde van de Babylonische ballingschap. De tekst bevat ook een Perzisch leenwoord (pardes, "park" in 4:13) en er worden verschillende aanduidingen voor exotische kruiden en geurstoffen gebruikt, die erop duiden dat Hooglied zijn definitieve vorm op zijn vroegst rond 500 v.Chr. kreeg. Parallellen met Griekse poëzie en diverse Griekse gebruiken (zoals de luxueuze draagstoel en de bruidegomskroon in 3:9-11) zijn een aanwijzing voor een datering in de hellenistische periode (3e eeuw v.Chr. of later).
Tekstvarianten in de Dode Zee-rollen tonen aan dat de tekst nog niet vaststond in de 2e eeuw v.Chr.

## Canoniciteit
Het Hooglied werd in de 2e eeuw door de hillel toegelaten tot de joodse canon, na een periode van controverse in de 1e eeuw, toen de sjammai tegenstanders waren van toelating. Toelating vond plaats op basis van de aanname dat Salomo de auteur was en het werk allegorisch gelezen moest worden, waarbij het onderwerp niet seksueel verlangen was maar Gods liefde voor Israël. Rabbi Akiva pleitte voor acceptatie in de canon, maar verbood het gebruik van het Hooglied bij gewone festiviteiten (zoals bruiloften).

## Vorm en inhoud
Het Hooglied is uniek in de Hebreeuwse Bijbel: het boek heeft geen plot, toont geen interesse in de Wet van Mozes of een verbondsleer en God wordt niet genoemd. Er staan geen doctrines in, noch is het een verzameling wijsheden zoals Spreuken of Prediker.
Het Hooglied is grotendeels vormgegeven als een tweespraak in dichtvorm tussen twee geliefden, waarvan de vrouw een herderin uit Sulem is. Man en vrouw zingen om de beurt hun liefde voor elkaar, hun verlangen naar elkaar en prijzen de schoonheid van de geliefde. Ze doen meeslepende uitspraken over menselijke liefde en erotiek. Er is vrijwel geen actie waarneembaar, het gaat eerder om het veranderende samenspel van verlangen en vervulling, van scheiding en vereniging.
Het gedicht lijkt te zijn geworteld in feestelijk gebruik. Een verwantschap met het 'geheime huwelijk' tussen Ishtar en Tammuz wordt wel eens gesuggereerd. Er zijn ook parallellen met Mesopotamische en Egyptische liefdesgedichten uit de eerste helft van het 1e millennium v.Chr. en met pastorale idylles van Theocritus, een Griekse dichter uit de 3e eeuw v.Chr.

## Thema en interpretatie

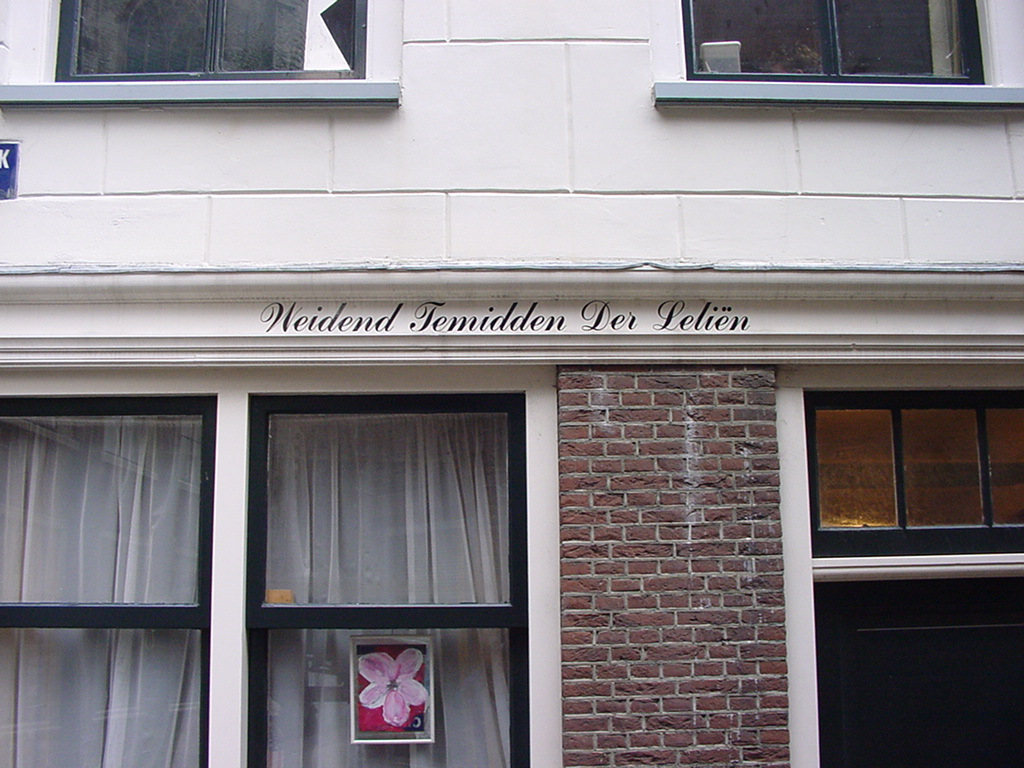
"Weidend Temidden Der Leliën" (uit Hooglied 6:3) op een gevel in Leiden

Het thema van het boek Hooglied lijkt te zijn: de liefde tussen een bruidegom en zijn bruid.

### Jodendom
In het jodendom was al vroeg de allegorische interpretatie dominant. Hierin wordt het gehele boek Hooglied opgevat als een doorlopende beeldspraak. De liefde tussen bruid en bruidegom is dan een allegorie over de liefde tussen God en Israël (vergelijk Psalm 45; Jesaja 54:4-6; 62:4,5; Jeremia 2:2; 3:1,20; Ezechiël 16; Hosea 2:16,19,20).

### Christendom
De allegorische interpretatie werd ook dominant binnen het christendom, waarbij het Hooglied vaak wordt geïnterpreteerd als een allegorie over de liefde tussen Jezus Christus en de Kerk (de geloofsgemeenschap van hen die in Jezus Christus geloven - vergelijk Matteüs 9:15; Johannes 3:29; Efeziërs 5:23,27,29; Openbaring 19:7-9; 21:2,9; 22:17). De eerste die deze interpretatie suggereerde was Hippolytus van Rome (±170 - ±235). Origenes (ca. 185 - 253/254) zag de bruid als beeld voor de individuele gelovige. Ambrosius van Milaan (339 - 397) zag in de bruid de maagd Maria. Door de eeuwen heen verschoof het accent van de interpretatie. Er werden soms interpretaties toegevoegd, bijvoorbeeld een morele betekenis. Omdat eerdere elementen niet werden vervangen maar aangevuld, werden de interpretaties steeds complexer.
Ook in de middeleeuwen werd de bruid vaak geïnterpreteerd als de maagd Maria. Het Hooglied was daarom belangrijk bij de Mariaverering door christelijke mystici. De hortus conclusus, "gesloten tuin" uit 4:12 werd daarom een belangrijk motief in de beeldende kunst en geldt als symbool voor Maria. In Hooglied 4:7 staat: "Vriendin, aan jou is alles mooi, niets ontsiert je schoonheid". Dit werd beschouwd als bevestiging van het dogma van de Onbevlekte Ontvangenis van Maria, de leer dat zij bij haar geboorte niet 'bevlekt' (bezoedeld) was met de erfzonde.
Het Hooglied wordt soms ook gezien als wijsheidsliteratuur, waarbij de liefdewoorden zowel bruikbaar zijn in de omgang met de geliefde als in de omgang met God. Dit blijkt bijvoorbeeld uit enkele hedendaagse hertalingen.
De letterlijke interpretatie ziet het boek Hooglied puur als een beschrijving van de liefde tussen bruidegom en bruid. Een liefdeslied dus, Bijbelse poëzie, een beschrijving van de schoonheid van de liefde. De letterlijke uitleg stamt voornamelijk uit de 19e en 20e eeuw en gaat vaak vergezeld met speculaties over de personen die genoemd worden.

## Overig
Delen van het boek zijn tot in de 20e eeuw in Syrië als bruidsliederen gebruikt.